# Трансберингийские суслики
Трансберингийские суслики, или длиннохвостые суслики (грызуны) лат. Urocitellus [12 видов] — род грызунов семейства беличьих
Это суслики которые обитают по обе сторони Берингии (Берингова пролива между Азией и Америкой), в противоположность Американским.
В кариотипе 32 хромосомы (под вопросом).
Традиционно выделяется 12 видов. Однако, на основе выводов генетических и морфологических исследований виды из Северной Америки были выделены в самостоятельные роды, в то время как в Евразии остались только истинные представители рода Spermophilus, а также два азиатских вида трансберингийских сусликов (лат. Urocitellus).
Длиннохвостый суслик, или суслик Эверсмана (лат. Urocitellus undulatus) обитает в России. Длиннохвостые суслики из-за своей многочисленности имеют большое значение в трофических связях биоценозов.
Отличаются от Европейских братьев — размерами и весом (незначительно), а также наличием большого хвоста (свыше 1/3 −1/2 от длины тела, в противоположность европейским, у которых он менее 1/4 длины тела).

## Систематика
По данным Объединённой таксономической информационной службы (ITIS) выделяются следующие виды:
- Urocitellus armatus (Kennicott, 1863) — Уинтский суслик
- Urocitellus beldingi (Merriam, 1888) — Суслик Белдинга
- Urocitellus brunneus (A. H. Howell, 1928) — Айдахский суслик
- Urocitellus canus (Merriam, 1898) — Суслик Мерриама
- Urocitellus columbianus (Ord, 1815) — Колумбийский суслик
- Urocitellus elegans (Kennicott, 1863) — Вайомингский суслик
- Urocitellus mollis (Kennicott, 1863) — Пиютский суслик
- Urocitellus parryii (Richardson, 1825) — американский суслик
- Urocitellus richardsonii (Sabine, 1822) — суслик Ричардсона
- Urocitellus townsendii (Bachman, 1839) — Суслик Таунсенда
- Urocitellus undulatus (Pallas, 1778) — длиннохвостый суслик
- Urocitellus washingtoni (A. H. Howell, 1938) — Суслик Вашингтона